# Sucre (Portuguesa)
Sucre é um município da Venezuela localizado no estado de Portuguesa.
A capital do município é a cidade de Biscucuy.